# مدير بالصدفة (مسلسل)
مدير بالصدفة هو مسلسل كوميدي سوري إنتاج عام 1996

## نبذة عن المسلسل
تدور أحداث المسلسل حول موظف صغير يدعى (عليش المزلقاني) يعمل بشركة كبيرة، وعن طريق الصدفة يصدر قرار بإقالة المدير وتعيينه مكانه وهو لا يملك مؤهلات العمل كمدير، ولكن السبب كان خطأ لغوي في الاسم ليكون عليش الملزقاني، لتبدأ سلسلة من المواقف الكوميدية مع المدير وعائلتة بالأخص زوجته عيوش خوش بوش التي تجسدها الفنانية سامية الجزائري.

## أبطال العمل
خالد تاجا
(عليش المزلقاني)
سامية الجزائري 
(عيوش خوش بوش)
أندريه سكاف
(عنبر)
سوسن أبو عفار
(عبلة)
أيمن رضا
باسم ياخور
حسام تحسين بيك
محمد آل رشي